# Sionistunionen
Sionistunionen (HaMaḥane HaẒioni) var en israelisk valkartell, bildad den 11 december 2014 av Israeliska arbetarpartiet och liberala Hatnuah. På valsedeln återfanns också en medlem av Gröna rörelsen.
I Knessetvalet i Israel 2015 fick unionen 18,73 % av rösterna och blev därmed näst största gruppering i Knesset. Man erövrade 24 mandat i Knesset, tre fler än de tre ingående partierna fick i föregående parlamentsval.
Inför valet 2019 meddelade man dock att man alliansen skulle upplösas.

## Parlamentsledamöter
Följande 24 personer valdes in för Sionistunionen i Knesset:
1. Isaac Herzog
2. Tzipi Livni
3. Shelly Yachimovich
4. Stav Shafir
5. Itzik Shmuli
6. Omer Bar-Lev
7. Yehiel Bar
8. Amir Peretz
9. Merav Michaeli
10. Eitan Cabel
11. Mickey Rosenthal
12. Revital Swid
13. Yoel Hasson
14. Zouheir Bahloul
15. Eitan Broshi
16. Michal Biran
17. Nachman Shai
18. Ksenia Svetlova
19. Ayelet Nahmias-Verbin
20. Yossi Yona
21. Eyal Ben-Reuven
22. Yael Cohen-Paran
23. Saleh Saad
24. Leah Fadida